# Перевертні з Волл-стріт
Перевертні з Волл-стріт (англ. Wolves of Wall Street) — американський фільм 2002 року.

## Сюжет
У «Вовчому братстві» — престижній брокерській компанії на Волл-стріт, в пошані лише успіх за будь-яку ціну. Молоді співробітники компанії, отримують великі прибутки, практично «вгризаючись в глотки» своїх клієнтів і «насолоджуючись смаком їх крові». Вони дуже молодо виглядають, нечувано багаті і знають смак влади. Вони насолоджуються усіма задоволеннями, такими, про які тільки мріють прості смертні. Нехай мешканці Нью-Йорка думають, що перевертні — це міф. «Вовче братство» — це реальність.

## У ролях
| Актор              | Роль             |
| ------------------ | ---------------- |
| Джефф Бренсон      | Тайлер           |
| Луїза Лессер       | господиня        |
| Вільям Грегорі Лі  | Джефф Аллен      |
| Ерік Робертс       | Дайсон Келлер    |
| Майкл Бергін       | Вінс             |
| Джейсон-Шейн Скотт | Мікс             |
| Джон-Пол Лавуазьє  | Барнс            |
| Бредлі Страйкер    | Кеннісон         |
| Еліза Донован      | Аннабелла Морріс |
| Вілл Кінан         | Девіс            |